# Helfgott Ármin
Helfgott Ármin (Újpest, 1878. május 25. – Moszkva, 1942. december 28.) vegyészmérnök, pártmunkás.

## Élete
A bőr-kisiparos Helfgott Lipót és Rozenfeld Jozefa fia. Az általános iskola befejezése után a reálgimnáziumot végezte el. Mivel elég nehéz volt az anyagi helyzete, magánórákat adott, hogy pótolja taníttatása költségeit. Érettségi után a Királyi József Műegyetemen tanult, ahol 1901-ben vegyészmérnöki diplomát szerzett. "Az egyetemen oktatta dr. Wartha Vince professzor, akinek habár az óráján ketten voltak jelen, akkor is érdemesnek tartotta leadni a teljes előadást hangosan beszélve, mintha egy teljes csoport lett volna ott." – H. Ármin. Már egészen fiatalon belépett a szociáldemokrata pártba. 
Az egyetem elvégzése után egy ideig Berlinben dolgozott, majd hazajött és az Egyesült Izzóba helyezkedett el. Jól beszélt németül, franciául és egy keveset angolul is. Az Egyesült Izzóban munkáját nagyon elismerték, nagy tudású mérnök volt. Szülei abban reménykedtek, hogy jó partit fog csinálni – de szegény munkáslányt vett feleségül. 1916. december 9-én Újpesten házasságot kötött Erdős Cecíliával, Erdős András és Varró Ágnes lányával. (Még a nősülése előtt, Helfgott Ármin húga, Aschner Lipót sógorához, az Egyesült Izzó igazgatójának testvéréhez ment feleségül, ami akkoriba nagy dolognak számított).  
Három gyermekük született Magyarországon: Helfgott Géza 1910-ben, Helfgott Miklós 1912-ben és Helfgott Viktor 1914-ben. Két gyermekük pedig a Szovjetunióban: Helfgott Pál és Helfgott Klára.  1917-ben az Ipari és Közlekedési Tisztviselők Országos Szövetségének (IKTOSZ) alapítója volt, később pedig a szervezet elnökeként működött. A Galilei Kör tagjaként részt vett az ún. forradalmi szocialisták munkájában. 
Antimilitarista agitáció miatt 1918 januárjában lefogták, s az őszirózsás forradalom alatt szabadult. Még ugyanebben az évben belépett a KMP-be, s a Budapesti Munkástanácsba, ahonnan a kommunistákat 1919. január 28-án kitiltották. Szervezte az Alkalmazott Mérnökök Országos Szövetségét (AMOSZ), amelynek később vezetője is lett. A Magyarországi Tanácsköztársaság alatt az Egyesült Izzónak volt termelési biztosa, s az újpesti direktórium tagjaként működött. A bukás után 4 és fél év börtönre ítélték, ám 1922-ben a szovjet–magyar fogolycsere-akciónak köszönhetően Szovjet-Oroszországba került el. Itt gazdasági beosztásban dolgozott, 1933-ban kinevezték a leningrádi Izzólámpa Tröszt igazgatójának. 1938-ban koholt vádak alapján letartóztatták, s a börtönben érte a halál.

## További információ
- Újpest lexikon. Szerk. biz. elnöke Sipos Lajos, főszerk. Hirmann László. Újpest, Újpest Önkormányzata-Kossuth Kiadó, 2002
- Új magyar életrajzi lexikon. Főszerk. Markó László. Bp., Magyar Könyvklub
- Hevesi Gyula: Egy mérnök a forradalomban. Bp., 1959
- Hevesi Gyula: Műszaki és tudományos értelmiségünk a forradalmi mozgalomban. Magyar Tudomány, 1959. 1. sz.
- A magyar műszaki értelmiség és a Műegyetem a Tanácsköztársaság idején. Bp., 1960
- A magyar munkásmozgalom történetének válogatott dokumentumai. 4/B, 5. köt. Bp., 1956–1969